# 礼子内親王 (後鳥羽天皇皇女)
礼子内親王（れいし（いやこ）ないしんのう、正治2年（1200年） - 文永10年（1273年）8月2日））は、鎌倉時代前期の皇族。後鳥羽天皇の第3皇女、母は内大臣坊門信清女・坊門局。同母兄弟に道助入道親王、頼仁親王がいる。土御門・順徳両天皇朝賀茂斎院、のち女院。院号は嘉陽門院（かようもんいん）。

## 生涯
元久元年（1204年）6月23日、5歳で内親王宣下、准三宮、ならびに斎院に卜定。元久2年（1205年）4月28日、左近衛府へ初斎院入り。建永元年（1206年）4月19日、紫野院へ入る。建暦2年（1212年）9月4日、13歳で病により退下。建保2年（1214年）6月10日、院号宣下。承久2年（1220年）5月21日出家（戒師は同母兄道助入道親王）、法名は真如性。文永10年（1273年）8月2日、74歳の高齢で薨去。
幼少時は祖母・七条院殖子のもとで養育されたらしく、『業資王記』に七条院で「姫宮」の戴餅や御魚味祝を行った記録が見られる。斎院退下後は『明月記』によると四条壬生の御所にあり、後堀河天皇がしばしば行幸したことが知られ、また母方の坊門家の行事にも七条院らと共に臨幸していた。その後承久の乱で父・後鳥羽院と同母弟・頼仁親王は乱の後それぞれ隠岐国と備前国へ配流され、また母・坊門局（西御方）も後鳥羽院に同行したが、礼子内親王は京に留まり、嘉禎2年（1236年）頃は仁和寺御所にいたとの記録がある（『如願法師集』）。
なお、承久の乱による混乱などのため、以後賀茂斎院は卜定されず廃絶、礼子内親王が歴代最後の斎院となった。